# Coupe Ribeiro dos Reis
 (septembre 2020).
Si vous disposez d'ouvrages ou d'articles de référence ou si vous connaissez des sites web de qualité traitant du thème abordé ici, merci de compléter l'article en donnant les références utiles à sa vérifiabilité et en les liant à la section « Notes et références ».
La Coupe Ribeiro dos Reis ou Taça Ribeiro dos Reis, en portugais, était une compétition de football qui oppose les clubs de première division et de deuxième division portugaise. Nommée en l'honneur d'António Ribeiro dos Reis, elle a lieu de la saison 1961-1962 à la saison 1970-1971. Organisée par la Fédération portugaise de football, la Coupe Ribeiro dos Reis est considérée comme une compétition précurseur de la Coupe de la ligue portugaise.

## Format
Les clubs sont répartis en 4 groupes en tenant compte de leur proximité géographique. Dans chaque groupe, chaque club affronte les trois autres sur un match. Les vainqueurs des groupes se qualifient pour une demi-finale jouée en une seule rencontre (une pour les équipes du sud et une pour les équipes du nord). Les vainqueurs des demi-finales se qualifient pour la finale et les perdants pour le match pour la troisième place.  

## Palmarès
| Saison  | Finale              | Finale | Finale             | Match pour la troisième place | Match pour la troisième place | Match pour la troisième place |
| Saison  | Vainqueur           | Res.   | Finaliste          | Troisième                     | Res.                          | Quatrième                     |
| ------- | ------------------- | ------ | ------------------ | ----------------------------- | ----------------------------- | ----------------------------- |
| 1961–62 | Seixal FC           | 4 – 2  | Vila Real          | FC Barreirense                | 2 – 1                         | Marinhense                    |
| 1962–63 | Vitória de Setúbal  | 2 – 1  | Torreense          | Benfica                       | 3 – 1                         | Varzim SC                     |
| 1963–64 | Benfica             | 2 – 1  | Leixões            | Sporting Covilhã              | 2 – 1                         | Olhanense                     |
| 1964–65 | Beira-Mar           | 3 – 1  | Alhandra SC (pt)   | FC Porto                      | 4 – 2                         | Portimonense                  |
| 1965–66 | Benfica             | 9 – 2  | FC Penafiel        | Marinhense                    | 2 – 1                         | Olhanense                     |
| 1966–67 | Sporting de Espinho | 1 – 0  | Vitória de Setúbal | SC Salgueiros                 | 3 – 1                         | Almada AC (en)                |
| 1967–68 | FC Barreirense      | 2 – 0  | Leixões SC         | Sintrense                     | 3 – 2                         | Beira-Mar                     |
| 1968–69 | Vitória de Setúbal  | 1 – 0  | GD Peniche         | Benfica                       | 2 – 1                         | SC Salgueiros                 |
| 1969–70 | Vitória de Setúbal  | 2 – 1  | Académica          | SC Salgueiros                 | 2 – 1                         | FC Famalicão                  |
| 1970–71 | Benfica             | 3 – 1  | SC Braga           | FC Barreirense                | 1 – 0                         | Académica                     |

## Équipes les plus titrées
| Nº  | Club                | Vainqueur | Finaliste | Troisième place | Saisons                   |
| --- | ------------------- | --------- | --------- | --------------- | ------------------------- |
| 1º  | Vitória de Setúbal  | 3         | 1         | –               | 1962–63, 1968–69, 1969–70 |
| 2º  | Benfica             | 3         | –         | 1               | 1963–64, 1965–66, 1970–71 |
| 3º  | FC Barreirense      | 1         | –         | 2               | 1967–68                   |
| 4º  | Seixal              | 1         | –         | –               | 1961–62                   |
| -   | Beira-Mar           | 1         | –         | –               | 1964–65                   |
| -   | Sporting de Espinho | 1         | –         | –               | 1966–67                   |
| 7º  | Leixões SC          | –         | 2         | –               | –                         |
| 8º  | Vila Real           | –         | 1         | –               | –                         |
| -   | Torreense           | –         | 1         | –               | –                         |
| -   | Alhandra SC (pt)    | –         | 1         | –               | –                         |
| -   | FC Penafiel         | –         | 1         | –               | –                         |
| -   | GD Peniche          | –         | 1         | –               | –                         |
| -   | Académica           | –         | 1         | –               | –                         |
| -   | SC Braga            | –         | 1         | –               | –                         |
| 15º | SC Salgueiros       | –         | –         | 2               | –                         |
| 16º | Sporting Covilhã    | –         | –         | 1               | –                         |
| -   | FC Porto            | –         | –         | 1               | –                         |
| -   | Marinhense          | –         | –         | 1               | –                         |
| -   | Sintrense           | –         | –         | 1               | –                         |